# Infragrijalica
Infragrijalica, infracrvena grijalica ili grijalica infracrvenim zrakama služi za zagrijavanje prostorija, u medicini za dubinsko grijanje (na primjer paranazalnih sinusa ili dubokih infiltrata) a u industriji za sušenje boja i lakova.
Infragrijalice posebna su vrsta isijavajućih peći. Dijele se prema radnoj temperaturi na dvije vrste; prve rade na nešto višoj temperaturi (većoj od 250 °C), ponekad i do tamnocrvenog žara; druge rade na nižim temperaturama (između 30 i 80 °C). Infragrijalice više temperature imaju cjevast grijač učvršćen u metalnom reflektoru koji usmjeruje toplinske zrake u određeno područje. Grijači mogu biti savijeni ili ravni. Za grijanje u dvoranama i na otvorenom prostoru upotrebljavaju se infragrijalice s ravnim grijačima snage od 1 do 5 kW smještenim u kućištu s reflektorom duljine 1 m i više. Primjenom pogodne (niže) radne temperature i izborom odgovarajućeg materijala postiže se najprikladnija valna duljina toplinskih zraka, to jest takva da je, s jedne strane, zrak mnogo ne apsorbira, ali odjeća, čovječje tijelo i neki drugi predmeti jako apsorbiraju. Grijači isijavajućih sistema koji rade na najnižim temperaturama ugrađuju se u strop, zidove i pod, te oni griju žbuku, tako da cijela površina stropa, zida ili poda isijava toplinske zrake.

## Plinske peći s infracrvenim zračenjem
Za grijanje visokih dvorana, tvorničkih hala i slično upotrebljavaju se stropne plinske grijalice posebne izvedbe. U tim grijalicama dovodi se preko Bunsenova plamenika smjesa plina i zraka u neku poroznu masu, gdje pod utjecajem katalizatora smjesa izgara bez ostataka. Pri tom proizvodi površinsku temperaturu od 800 do 900 °C (svijetlocrveni žar). Zbog visoke temperature usijanih ploča od šamota ili drugog materijala, ploče emitiraju infracrvene zrake (duljina valova toplinskog zračenja od 0,8 do 4 μm), koje se na ozračenim površinama pretvore u toplinsku energiju i zagriju ih. 
Priključuju se na gradsku plinsku mrežu. Svaka jedinica plamenika ima žarnu plohu od 120 x 180 mm. Potrošak plina iznosi od 0,8 do 1 m3/h. Od proizvedene topline u grijalici predaje se zračenjem na 8 do 10 m2 površine prostorije toplinski učin od 1,75 do 2,1 kW.
Veće grijalice dobivaju se sastavljanjem više osnovnih jedinica. Gustoća dozračene energije iznosi, već prema opterećenju, od 50 do 100 W/m2.
Zbog visokih površinskih temperatura moraju se grijalice smjestiti dovoljno visoko, najmanje 4 metra iznad glave ljudi. Budući da se plinovi izgaranja odvode neposredno u prostoriju, potrebno je predvidjeti posebne otvore u stropu za odvod tih plinova.